# Holy War (canção de Alicia Keys)
Holy War é uma canção recordada pela cantora americana Alicia Keys para seu sexto álbum de estúdio Here. Foi escrita por Keys, Carlo Montagnese, Billy Walsh e produzida por Keys e Illangelo. Foi lançada como single promocional em 28 de Outubro de 2016.

## Histórico de lançamento
| País  | Data                  | Formato          | Gravadora       |
| ----- | --------------------- | ---------------- | --------------- |
| Mundo | 28 de Outubro de 2016 | Download digital | Sony Music, RCA |
| Mundo | 28 de Outubro de 2016 | Streaming        | Sony Music, RCA |